# Matteo Priuli
Matteo Priuli (ur. ok. 1577, Wenecja – zm. 13 marca 1624, Rzym) – włoski kardynał, mianowany przez papieża Pawła V na konsystorzu 19 września 1616. Uczestnik konklawe 1621 i konklawe 1623. Komendatariusz opactwa terytorialnego Vangadizza od 1610.